# Anthony C. Beilenson

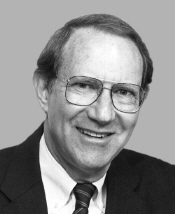
Anthony C. Beilenson

Anthony Charles Beilenson (* 26. Oktober 1932 in New Rochelle, New York; † 5. März 2017 in Los Angeles, Kalifornien) war ein US-amerikanischer Politiker. Zwischen 1977 und 1997 vertrat er den Bundesstaat Kalifornien im US-Repräsentantenhaus.

## Werdegang
Anthony Beilenson besuchte die öffentlichen Schulen in Mount Vernon. Danach studierte er bis 1950 an der Phillips Academy in Andover (Massachusetts). Daran schloss sich bis 1954 ein weiteres Studium an der Harvard University an. Nach einem anschließenden Jurastudium an der gleichen Universität und seiner 1957 erfolgten Zulassung als Rechtsanwalt begann er im kalifornischen Beverly Hills in einer großen Kanzlei in diesem Beruf zu arbeiten. Diese Kanzlei vertrat vor allem die Filmindustrie. Gleichzeitig schlug Beilenson als Mitglied der Demokratischen Partei eine politische Laufbahn ein. Zwischen 1963 und 1966 war er Abgeordneter in der California State Assembly; von 1967 bis 1976 gehörte er dem Staatssenat an.
Bei den Kongresswahlen des Jahres 1976 wurde Beilenson im 23. Wahlbezirk von Kalifornien in das US-Repräsentantenhaus in Washington, D.C. gewählt, wo er am 3. Januar 1977 die Nachfolge von Thomas M. Rees antrat. Nach neun Wiederwahlen konnte er bis zum 3. Januar 1997 zehn Legislaturperioden im Kongress absolvieren. Seit 1993 vertrat er dort als Nachfolger von Henry Waxman den 24. Distrikt seines Staates. Von 1989 bis 1991 war er Vorsitzender des Geheimdienstausschusses.
1996 verzichtete Anthony Beilenson auf eine weitere Kandidatur. Seit seinem Ausscheiden aus dem US-Repräsentantenhaus ist er politisch nicht mehr in Erscheinung getreten.